# جذابیت جنسی (فیلم ۲۰۲۲)
الگو:جعبه سببل. د اطلاعات فیلم
جذابیت جنسی (به انگلیسی: Sex Appeal) یک فیلم در ژانر کمدی، درام، رومانتیک و اروتیک به کارگردانی تالیا اوستین در اولین تجربه سینمایی خود و محصول سال ۲۰۲۲ ایالات متحده آمریکا است. فیلم‌نامه این اثر نوشته تیت هانیوک می‌باشد.

## بازیگران
از بازیگرانی که در این فیلم به ایفای نقش پرداخته‌اند، می‌توان به هنرمندان زیر اشاره کرد.
- میکا عبدالله
- جیک
- شورت
- مارگارت چو
- پاریس جکسون
- فورچون فیمستر
- اسکای جکسون
- جاشوا کولی

## داستان
«آوری هانسِن وایت» دانش‌آموز نمونه دبیرستان با درخشش در امتحانات، برای شرکت در «اِستَمکان»، بزرگترین مسابقه ملی علم و تکنولوژی و فناوری سال انتخاب می‌شود. او تنها ۳۳ روز برای ارائه خود در استمکان و برقراری اولین رابطه‎جنسی خود با نخبه دیگری به نام «کَسپِر» زمان دارد؛ این درحالی است، که او هیچ ایده‌ای ندارد.
«لارسِن» دوست اِوری از زمان کودکی و همکلاسی و پایه تمام تحقیقات او است. آوری که بزرگترین فوبیا زندگی‌اش رابطه‌جنسی است؛ تصمیم می‌گیرد با کمک هوش مصنوعی و یک دستیار صوتی به نام «اِسپاک»، برنامه‌ای برای داشتن یک «سکس رویایی» تولید کند. الگوریتمی که با گرفتن داده‌ها، پردازش اطلاعات و احساسات، یک آمیزش جنسی موفّق را شبیه‌سازی کند.
آوری با تحقیقات از فیلم‌های هالیوودی، کتاب‌ها، کلاس‌های آموزشی و دوستان دبیرستانی‌اش که تجربه‌هایی موفق در این زمینه داشته‌اند؛ و سپس با اغواء لارسن و نشان دادن سینه‌هایش برای تحریک، از او می‌خواهد برای آزمایش‌های روزانه، به او بپیوندد. لارسن که دل در گرو دختری به نام «لیسا» و قصد دارد با او به جشن رقص پایان سال برود؛ علی‌رغم میل قلبی، طبق معمول با آوری همراه می‌شود.
آزمایس اول آن‌ها نحوه بوسیدن و معاشقه با زبان است؛ که باید همراه با موسیقی باشد. در آزمایش بعدی نوازش و انتخاب سینه و لمس زبانی همراه با تصورات فانتزی از رقص زیر آب با لارسن مورد آزمایش قرار می‌گیرد. آزمایش روز دوم، تحقیق دربارهٔ آلت و تصمیم آوری به لمس و بلند کردن آلت لارسن است؛ که همراه با تصورات فانتزی از پرتاب فضاپیما است. آزمایش روز سوم تصمیم به لمس خود با روغن نارگیل و ایجاد یک نقاشی انگشتی است؛ که با تصورات فانتزی در حمام آب گرم و خواندن کَسپِر همراه می‌شود. تجربه‌ای تقریباً ناموفق که با سوختن آلت آوری به پایان می‌رسد. آزمایش بعدی آوری ارضاشدن از طریق تماس تلفنی با لارسن است و تحقیق بعدی او پیداکردن محل نقطه جی توسط لارسن است؛ که با تصورات فانتزی در کنکاش در معدن، با دستان لارسن، که در نهایت ارگاسم و ارضا شدن آوری همراه می‌شود.
شب قبل از مسابقه و با تکمیل دستیار هوشمند صوتی و ردکردن بی‌رحمانه دعوت لارسن برای رفتن به نمایشگاه، آوری نام برنامه‌اش را "جذابیت جنسی" می‌گذارد. شب قبل از مسابقه و زمان امتحان دستیار صوتی و همچنین رابطه‌جنسی با کسپر در هتل فرار می‌رسد. آوری باکرگی خود را با همبسترشدن و معاشقه با کَسپِر از دست می‌دهد؛ ولی نتیجه رابطه، آن چیزی که در رؤیای آوری و مورد پسندش است، حاصل نمی‌شود. در ادامه آوری که پروژه‌اش را شکست خورده می‌بیند؛ در مسابقه هم شرکت نمی‌کند و کَسپِر قهرمان می‌شود.
آوری درپی مشورت با مادرش و تصمیم به گفتن واقعیت و تلاش برای از دست‌ندادن تنها دوست واقعی‌اش لارسن، از او برای همراهی در رقص پایان سال دعوت می‌کند؛ که لارسِن با رد پیشنهاد آوری به او توضیح می‌دهد، که دوست دارد با کسی همبستر شود که عاشق او است؛ و نه اینکه تنها هدف آزمایش‌های او باشد. در حقیقت آوری این موضوع را درک نکرده بود، که عشق و رابطه‌جنسی درهم تنیده شده‌اند. او با این واقعیت روبه‌رو شده بود که پرنده و کروکدیل شاید برای بقاء با هم همزیستی داشته باشند؛ اما در پرواز، پرندگان یکدیگر را برای همراهی انتخاب می‌کنند.
در انتها آوری با توضیح عشق و علاقه لارسن، از لیسا می‌خواهد برای جشن رقص آخر سال از او دعوت کند.

## تولید
در مارس ۲۰۲۱، مشخص شد که کمپانی «آمریکن‌های» در حال ساخت یک کمدی نوجوانان به نام «جذابیت جنسی» برای یک منتشرکننده به نام هولو است؛ که میکا عبدالله و جیک شورت قرار است در این فیلم بازی کنند. در همان ماه، گزارش شد که تالیا اوستین این فیلم را در اولین کارگردانی خود برای هولو کارگردانی خواهد کرد، در حالی که تیت هانیوک به عنوان فیلمنامه‌نویس و یکی از تهیه‌کنندگان اجرایی خدمت خواهند کرد. در آوریل ۲۰۲۱، مارگارت چو، پاریس جکسون، ربکا هندرسون و اسکای جکسون برای بازی در این فیلم اعلام شدند.

## انتشار
این فیلم ۹۰ دقیقه‌ای در ۱۴ ژانویه ۲۰۲۲ در هولو منتشر شد. در سطح بین‌المللی، این فیلم از ۸ آوریل ۲۰۲۲ از طریق دیزنی پلاس در دسترس قرار گرفت. در آمریکای لاتین، این فیلم به عنوان نسخه اصلی استارپلاس در ۱۸ مارس ۲۰۲۲ منتشر شد.